# ستيف براون (لاعب كرة قدم أمريكي)
ستيف براون (بالإنجليزية: Steve Brown)‏ (20 مارس 1960 في الولايات المتحدة - ) هو لاعب كرة قدم أمريكية ولاعب كرة قدم أمريكي في مركز ظهير خلفي ‏. لعب مع تينيسي تايتانز.

## وصلات خارجية
- ستيف براون على موقع مرجع كرة القدم المحترفة.كوم (الإنجليزية)
- ستيف براون على موقع كلية كرة القدم في سبورتس رفرنس.كوم (الإنجليزية)